# Карновар
 Карновар  — село в Неверкинском районе Пензенской области. Административный центр Карноварского сельсовета.

## География
Находится в юго-восточной части Пензенской области на расстоянии приблизительно 11 км на юг от районного центра села Неверкино на левом берегу Елань-Кадады.

## История
Известна с 1723 года, когда была отмечена как деревня служилых чувашей Елань Кудада, в деревне 10 дворов, 60 душ мужского пола. По преданию, основано чувашами, называвшими его Харенвар, что в переводе означает «сухой овраг». Со второй четверти XVIII века известно как татарская деревня Усть-Карновар, Елань-Кадада тож. В 1747 году в нем 38 служилых татар. В 1795 году — деревня Карновар Вольского уезда, 33 двора служилых мурз и татар, 133 ревизских души. Входило в состав Баклушинской волости Вольского уезда Саратовской губернии. В 1911 году — 247 дворов, 2 мечети, 2 общественных школы. В 1955 году центральная усадьба колхоза имени Чапаева. В 2004 году — 236 хозяйств.

## Население
| 1795 | 1859 | 1911  | 1926  | 1939  | 1959 | 1979 |
| ---- | ---- | ----- | ----- | ----- | ---- | ---- |
| 266  | ↗762 | ↗1390 | ↘1189 | ↗1246 | ↘790 | ↗947 |
| 1996 | 2004 | 2010  |       |       |      |      |
| ↘747 | ↗818 | ↘778  |       |       |      |      |

## Религия
Мечети
- Мечеть